# Auto sacramental
Ein Auto sacramental ist ein einaktiges Theaterstück, das im spanischsprachigen Raum traditionell zu Fronleichnam gespielt wurde. Es ist ein spezifisch spanisches Genre, zeigt aber gewisse Parallelen zu den Moralitäten. Das Wort auto leitet sich vom Lateinischen actus (Handlung) ab.
Geistliche Spiele gab es in Spanien ab dem 13. Jahrhundert. Etwa zur gleichen Zeit fanden die ersten Fronleichnamsprozessionen statt, in deren Umfeld die Stücke entstanden. Die Stoffe dafür entstammen der Bibel sowie den Leben der Märtyrer und Heiligen, hinzu kamen christlich umgedeutete antike Stoffe. Die Stücke wurden auf Festwagen sowie auf improvisierten Bühnen im Freien aufgeführt. Auch in den spanischen Kolonien, etwa auf Kuba, wurden solche Bühnenspiele aufgeführt. In den Autos sacramentales traten einerseits Typenfiguren wie z. B. der König, der Bauer oder der Bettler, und andererseits allegorische Charaktere auf, die z. B. Gnade, Hoffnung, Liebe, Tod, Sünde oder auch Frau Welt repräsentierten. Die Allegorien handeln dabei in irgendeiner Form vom allerheiligsten Sakrament.
Ab dem 16. Jahrhundert gewannen die Autos sacramentales neben den weltlichen Comedias an Bekanntheit, was seinen Höhepunkt mit den Stücken von Pedro Calderón de la Barca, darunter Das große Welttheater erreichte. Weitere bekannte Autoren waren Gil Vicente, Tirso de Molina, Mira de Amescua, Juan de Timoneda, Juan del Encina, Lope de Vega und José de Valdivielso.
1765 wurden die Aufführungen durch königliches Dekret verboten und erlebten im frühen 20. Jahrhundert mit der Generación del 27 eine Wiedergeburt.